# 톰 클랜시의 잭 라이언
《톰 클랜시의 잭 라이언》(영어: Tom Clancy's Jack Ryan)은 미국의 정치 액션 웹 드라마로, 2018년부터 프라임 비디오에서 방영되고 있다.